# Saison

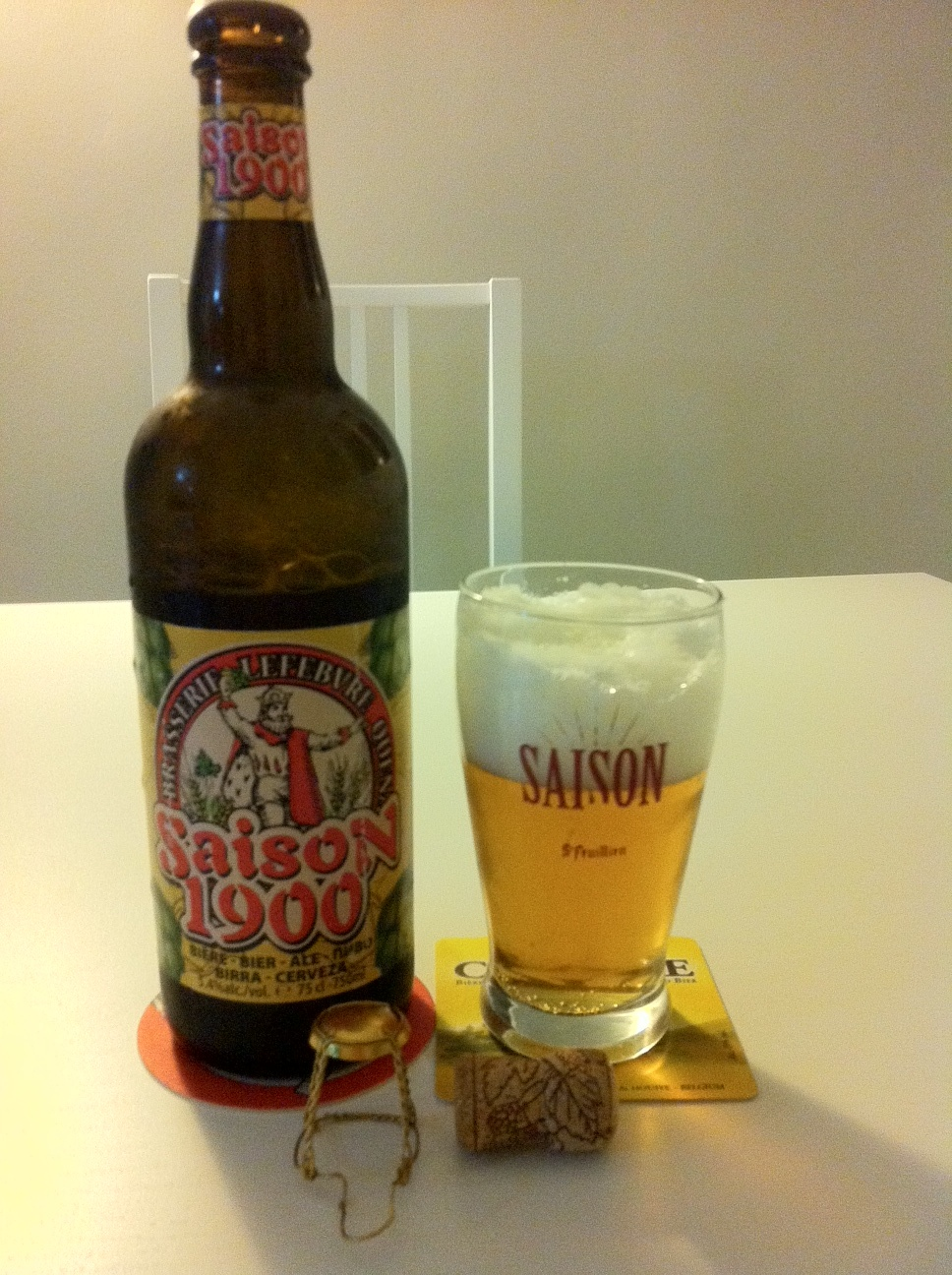
Saison 1900

Saison är en öl av typen pale ale. En modern saison har hög kolsyra, fruktighet och är ofta ganska torr, med en alkoholhalt på runt 7 %.

## Historia
Traditionellt bryggdes Saisonölet under jordbrukets lågsäsong under de kallare månaderna i Vallonien i Belgien, den lagrades sedan till de varmare sommarmånaderna då jordbrukarna hade rätt till fem liter varje arbetsdag. Man bryggde troligen under vintermånaderna för att minimera risken att ölet blev dåligt av de luftburna bakterier som frodas på sommaren. Antagligen bryggde man även då för att hålla de heltidsanställda sysselsatta under de lugnare vintermånaderna.
Man tror att denna dryck traditionellt hade en alkoholhalt på ca 3-3,5 %. Alkoholhalten steg gradvis under 1800-talet från ca 4,5 % till 6,5 %.